# Ти си красива
„Ти си красива“ (на корейски: 미남이시네요; на английски: You're Beautiful) е южнокорейски сериал, който се излъчва от 7 октомври до 26 ноември 2009 г. по SBS.

## Сюжет
Ко Ми-ньо и Ко Ми-нам са брат и сестра близнаци, които живеят в сиропиталище след смъртта на баща си. Години по-късно Ми-нам е музикален идол, а Ми-ньо е на път да осъществи мечтата си да стане монахиня. Един ден Ми-нам успешно се явява на прослушване и е одобрен да се присъедини към музикалната група A.N.Jell. Той обаче трябва да замине за САЩ, за да коригира неуспешната си пластична операция. Тогава мениджърът му се обръща с молба към Ми-ньо да се представя за Ми-нам за един месец, докато той се възстанови. Първоначално Ми-ньо е против, но все пак се съгласява, тъй като пътят към славата би дал възможност на близнаците да намерят майка си. Така Ми-ньо се представя за своя брат и се присъединява към групата A.N.Jell, чиито други членове са: арогантният Хуанг Те-кьонг, нежният Канг Шин-у и енергичният Джеръми.

## Актьори
- Парк Шин-хе – Ко Ми-ньо (жена) / Ко Ми-нам (мъж)
- Джан Гън-сук – Хуанг Те-кьонг
- Джунг Йонг-хуа – Канг Шин-у
- И Хонги – Джеръми